# السراب (رواية)
"السراب" هي رواية نفسية فريدة في مسار الكاتب المصري الحائز على جائزة نوبل نجيب محفوظ، نُشرت عام 1948، وتُعد واحدة من أبرز رواياته في تحليل النفس البشرية، خصوصًا في علاقتها بالطفولة والأسرة والجنس والديناميكيات النفسية المعقدة.
قال محفوظ عن الرواية إنها رواية "نفسية تربوية"، في إشارة إلى تركيزها على أثر النشأة والتربية في تكوين الفرد النفسي، وهو موضوع نادر التناول في مجمل أعماله التي يغلب عليها الطابع الواقعي أو التاريخي أو الرمزي.

## تحليل العنوان
يحمل عنوان الرواية "السراب" دلالة رمزية عميقة، فهو يوحي بخدعة بصرية/نفسية يطاردها الإنسان دون أن يصل إليها. في السياق الروائي، يمثل السراب الحياة العاطفية والجنسية والنجاح الاجتماعي الذي يلهث وراءه البطل دون أن يتحقق له، بسبب معاناته النفسية العميقة وانفصاله الداخلي.
كأن البطل – في رحلته كلها – يطارد صورة مثالية للحب أو الأمان أو الرجولة، لكنه في النهاية لا يجد سوى الفراغ والانهيار والضياع، وهو ما يبرر انتحار الحلم في نهاية الرواية.

## ملخّص الرواية
يسرد البطل كامل رؤية ذكرياته منذ الطفولة حتى اللحظة التي بسردها فيها أي أن الرواية تقدم شخصية البطل الراوي مما يعني أن الذكريات والأحداث المسرودة تأتينا من منظور البطل نفسه يرجع كامل رؤية بذاكرته إلى طفولته الأولى حيث وجد نفسه في بيت جده لأمه هو وأمه المطلقة وقد كان يلتقي الكثير من العناية والرعاية من أمه التي كانت تفرط في تدليله حتى نشأ خجولا ومعزولا عن الآخرين بشكل لافت للنظر وقد حدث أن رأى صورة في يد أمه وكانت صورة زفافها مع أبيه فهجم عليها ومزقها فتروي له أمه قصة زواجها المعذب فنعرف أن أباه سكير عربيد وان له أخا وأختا يعيشان في قصر جده لأبيه مع أبيهما وقد حاول الأب أبو رؤية قتل أبيه من اجل المال وأخفقت المحاولة فطرد من القصر إلى أن عاد إليه بعد وفاة أبيه الطبيعية أما بالنسبة إلى كامل فقد دخل المدرسة غير انه اخفق فيها لخجله وانطوائيته فتابع دراسته بشكل خاص حتى نال الثانوية وحين دخل الجامعة اخفق بها أيضا فعمل موظفا في أحد الدوائر الرسمية وكان في أثناء ذلك يراقب فتاة جميلة تعمل معلمة فتزوجها فعرض ومنذ الليلة الأولى كان يعجز معها ولم يكن كذلك يعود إلى البيت سكرانا فعرض نفسه على طبيب سيكولوجي أعدله أن طبيعي وان سبب عجزه هو نفسي لا عضوي بحيث أن يشك كامل رؤية في سلوك زوجته فيراقبها وفي هذه الأثناء يتعرف على إحدى المومسات ويدخل معها على علاقة جنسية لفترة طويلة ويحدث أن تذهب زوجته إلى بيت أهلها وتموت هناك فيعلم أن سبب الوفاة يعود إلى خطا في عملية الإجهاض التي تعرضت لها ويخمن كامل أن الحمل يعود إلى صلة زوجته بالطبيب النفسي فيرجع إلى أمه غاضبا مؤنبا ومهددا انه لن يعيش معها تحت سقف واحد وكان ينام هو وأمه في سرير واحد حتى الخامسة والعشرين من عمره وفي اليوم التالي تموت أمه وكان أبوه قد مات من قبل مع الإشارة إلى أنه كان قد رغبت في قتل أبيه حين لم يساعده في زواجه وهكذا يستمر كامل في علاقته بالمومس التي لا تملك أي خط من الجمال.

## الشخصيات
الشخصيات الواردة في الرواية:
| كامل رؤبة لاظ | البطل والراوي، شاب يعيش عزلة نفسية وجسدية، يعاني من الخجل والانطواء والعجز الجنسي، تدفعه أزماته إلى علاقات مشوهة وصراعات داخلية تنتهي بانهياره. |
| ------------- | --- |
| الأم          | شخصية مهيمنة، محبة حد الاختناق، فقدت أبناءها فتعلقت بكامل بشكل مرضي، مما ساهم في فشله العاطفي والنفسي.                                          |
| الأب          | غائب عن الحياة اليومية للبطل، شخصية مدمنة للخمور والعنف، ترمز إلى غياب الحنان والقدوة.                                                          |
| الزوجة        | فتاة جميلة أحبها كامل، تزوجها، لكنه لم يستطع إتمام العلاقة الزوجية بسبب عجزه.                                                                   |
| المومس        | تمثل الجانب الشهواني المظلم في حياة البطل، علاقة بلا حب ولا احترام، لكنها تؤمّن له "الوظيفة الجنسية" التي يعجز عن إتمامها مع زوجته.              |

## الأماكن
تدور الرواية بين:
- بيت الجدة: حيث عاش كامل طفولته في كنف والدته، ويمثل بيئة مغلقة خنقته بالعزلة.
- المدرسة والجامعة: أماكن التعليم التي فشل فيها بسبب عزلته النفسية.
- البيت الزوجي: مساحة خيبة الأمل والانهيار الجنسي.
- الشارع وعالم المومسات: يمثل الانحدار النفسي والابتعاد عن العلاقات الإنسانية السوية.

## القضايا النفسية
تعالج الرواية موضوعات مثل: العقد النفسية الناتجة عن التربية الخانقة. وعقدة أوديب عبر العلاقة الغامضة بين كامل وأمه والتي امتدت حتى نومهما في سرير واحد إلى سن 25 عامًا. وأيضا الاغتراب والعجز الجنسي الناتج عن الكبت والقلق. وكذلك الرغبة في التدمير، والتي تتجلى في محاولاته لقتل الأب معنويًا أو تحميله أسباب الفشل.

## البعد التربوي
الرواية تُعد بمثابة تحذير تربوي من المبالغة في الحماية والرعاية الوالدية، ومن تغييب الأب كعنصر توازن، ومن العزلة المفروضة على الطفل. فهي تفضح دور الأسرة في صناعة الأزمات النفسية وتدعو إلى مراجعة أساليب التنشئة الاجتماعية في المجتمعات الشرقية.

## البناء السردي
تعتمد الرواية على السرد الذاتي بضمير المتكلم، حيث يُعيد البطل تأمل ماضيه من زاوية ذاتية، مما يضفي على النص عمقًا سيكولوجيًا ويمنح القارئ انغماسًا في العوالم الداخلية للبطل.
كما يُوظف محفوظ الاسترجاع الزمني ببراعة ليبني حبكة تقوم على التحليل والتفكيك التدريجي للشخصية.

## وصلات خارجية
- آراء القراء على موقع أبجد حول رواية السراب